# Đồng Liên
Đồng Liên là một xã thuộc thành phố Thái Nguyên, tỉnh Thái Nguyên, Việt Nam.

## Địa lý
Xã Đồng Liên nằm ở phía đông nam thành phố Thái Nguyên, có vị trí địa lý:
- Phía đông giáp huyện Phú Bình
- Phía tây giáp phường Cam Giá và phường Hương Sơn
- Phía nam giáp thành phố Sông Công
- Phía bắc giáp huyện Đồng Hỷ và xã Huống Thượng.

Xã Đồng Liên có diện tích 8,83 km², dân số năm 2016 là 4.977 người, mật độ dân số đạt 564 người/km².
Xã nằm ở đầu nguồn của hệ thống sông Máng, một kênh tưới tiêu nhân tạo được xây dựng từ thời Pháp thuộc chảy qua. Đường sắt Kép - Lưu Xá chạy qua địa bàn xã.

## Lịch sử
Đồng Liên trước đây vốn là một xã thuộc huyện Phú Bình.
Ngày 18 tháng 8 năm 2017, sáp nhập toàn bộ diện tích và dân số của xã Đồng Liên vào thành phố Thái Nguyên.
Đến năm 2019, xã Đồng Liên được chia thành 10 xóm: Đồng Tâm, Đá Gân, Thùng Ong, Đồng Cão, Đồng Ao, Đồng Tân, Trà Viên, Bo, Đồng Vạn, Xuân Đám.
Ngày 11 tháng 12 năm 2019, sáp nhập hai xóm Đá Gân và Thùng Ong thành xóm Toàn Thắng 1, sáp nhập hai xóm Đồng Cão và Bo thành xóm Toàn Thắng 2.

## Hành chính
Xã Đồng Liên được chia thành 8 xóm: Đồng Ao, Đồng Tâm, Đồng Tân, Đồng Vạn, Toàn Thắng 1, Toàn Thắng 2, Trà Viên, Xuân Đám.

## Kinh tế
Đồng Liên có quỹ đất ruộng ít, đất đai bạc màu song có lợi thế là địa bàn giáp ranh với khu vực nội thành của Thành phố Thái Nguyên và Khu Công nghiệp Gang Thép. Tính từ năm 2005-2010, sản lượng lương thực đã tăng trên 400 tấn, tổng thu nội xã tăng trên 23 tỷ đồng. Trong 9 tháng năm 2011, tốc độ phát triển kinh kinh tế đạt 12%, thu nhập bình quân đầu người đạt trên 9 triệu đồng.